# José Policarpo
José da Cruz Policarpo (Caldas da Rainha, 26 febbraio 1936 – Lisbona, 12 marzo 2014) è stato un cardinale e patriarca cattolico portoghese.

## Biografia
Nato ad Alvorninha, un piccolo centro del comune di Caldas da Rainha, ha studiato presso il seminario maggiore di Olivais, venendo ordinato sacerdote il 15 agosto 1961.
Nel 1968 si è laureato in teologia dogmatica alla Pontificia Università Gregoriana, con una tesi sulla teologia delle religioni non cristiane.
È stato direttore del seminario di Penafirme dal 1964 al 1966 e rettore del seminario di Olivais dal 1970 al 1997; successivamente è stato prima preside della Facoltà di Teologia all'Università Cattolica Portoghese (1974-1980 e 1985-1988) e poi rettore della stessa Università (dal 1988 al 1996).

### Ministero episcopale e cardinalato
Il 26 maggio 1978 è stato nominato vescovo ausiliare di Lisbona, titolare di Caliabra, ricevendo negli anni successivi importanti incarichi in seno alla Conferenza episcopale portoghese, della quale è stato anche presidente (1999, 2002 e 2011). Il 5 marzo 1997 è promosso arcivescovo coadiutore di Lisbona. Succede alla medesima sede patriarcale il 24 marzo 1998.
È stato creato cardinale da papa Giovanni Paolo II nel concistoro del 21 febbraio 2001 col titolo cardinalizio di Sant'Antonio in Campo, diventando in seguito membro della Congregazione per l'educazione cattolica e del Pontificio consiglio per i laici e per la cultura.
È stato considerato da alcuni come papabile al conclave del 2005 che ha eletto al soglio pontificio Benedetto XVI.
Nel 2011 è tornato a presiedere la Conferenza episcopale portoghese.
Il 18 maggio 2013 papa Francesco ha accettato la sua rinuncia al governo pastorale del patriarcato di Lisbona per raggiunti limiti di età.
È morto il 12 marzo 2014 nella città patriarcale di Lisbona all'età di 78 anni a seguito di un aneurisma aortico dopo aver subito un intervento chirurgico. La salma è stata tumulata nel pantheon dei patriarchi del monastero di São Vicente de Fora a Lisbona.

## Dichiarazioni
Ha dichiarato più volte che contro il sacerdozio femminile non esisterebbe alcun «ostacolo fondamentale» dal punto di vista teologico e che l'esclusione del sacerdozio cattolico ribadita anche dalla lettera apostolica Ordinatio sacerdotalis di papa Giovanni Paolo II sarebbe basata unicamente sulla tradizione, ma sarebbe in contrasto con l'«uguaglianza fondamentale di tutti i membri della Chiesa». A seguito di queste dichiarazioni ha ricevuto una lettera dal cardinale William Joseph Levada, prefetto della Congregazione per la dottrina della fede ed è stato convocato dal cardinale Tarcisio Bertone, segretario di Stato della Santa Sede.
Qualche settimana dopo papa Benedetto XVI gli invia una lettera autografa in cui conferma al cardinale la sua stima e il suo apprezzamento, in occasione del 50º di ordinazione sacerdotale.

## Genealogia episcopale e successione apostolica
La genealogia episcopale è:
- Cardinale Scipione Rebiba
- Cardinale Giulio Antonio Santori
- Cardinale Girolamo Bernerio, O.P.
- Arcivescovo Galeazzo Sanvitale
- Cardinale Ludovico Ludovisi
- Cardinale Luigi Caetani
- Cardinale Ulderico Carpegna
- Cardinale Paluzzo Paluzzi Altieri degli Albertoni
- Papa Benedetto XIII
- Papa Benedetto XIV
- Cardinale Enrico Enriquez
- Arcivescovo Manuel Quintano Bonifaz
- Cardinale Buenaventura Córdoba Espinosa de la Cerda
- Cardinale Giuseppe Maria Doria Pamphilj
- Papa Pio VIII
- Papa Pio IX
- Cardinale Alessandro Franchi
- Cardinale Gaetano Aloisi Masella
- Cardinale José Sebastião d'Almeida Neto, O.F.M.Disc.
- Vescovo António José de Souza Barroso
- Vescovo Manuel Luís Coelho da Silva
- Cardinale Manuel Gonçalves Cerejeira
- Cardinale António Ribeiro
- Cardinale José da Cruz Policarpo

La successione apostolica è:
- Vescovo Tomás Pedro Barbosa da Silva Nunes (1998)
- Cardinale Manuel José Macário do Nascimento Clemente (2000)
- Vescovo António Montes Moreira, O.F.M. (2001)
- Vescovo Carlos Alberto de Pinho Moreira Azevedo (2005)
- Vescovo Joaquim Augusto da Silva Mendes, S.D.B. (2008)
- Vescovo Ildo Augusto dos Santos Lopes Fortes (2011)
- Arcivescovo José Manuel Garcia Cordeiro (2011)
- Vescovo Nuno Brás da Silva Martins (2011)